# Лю Цзуань
Лю Цзуань (кит.: 劉纘; 138—146) — 10-й імператор династії Пізня Хань у 145–146 роках. Посмертне ім'я Чжи-ді.

## Життєпис
Походив з імператорського роду Лю. Син Лю Хуна, князя Сяо. Після смерті у 145 році імператора Чун-ді був оголошений регенткою Лян новим імператором. Втім остання разом із своїм братом Лян Цзі зберегла фактичну владу над імперією.
Діяльність Лян Цзі викликала все більше невдоволення в країні. Почалися нові селянські повстання. Імператор у 146 році бажав припинити зловживання чиновників. З цього приводу вступив у конфлікт з Лян Цзі. Останній незабаром наказав отруїти імператора, після чого переконав свою сестру імператрицю-вдовицю Лян обрати імператором Лю Чжи.